# NHK総合テレビ朝のニュース枠
NHK総合テレビ朝のニュース枠（エヌエイチケイそうごう-あさのニュースわく）は、NHK総合テレビにて、毎日朝に放送されている報道番組の一覧。

## 各番組の歴史
NHK総合テレビにおける早朝番組の起源は1957年10月開始の『NHKけさのニュース』で、後続番組としては『話の散歩』や『テレビ歳時記』といった番組が存在したが、「出勤前の慌しい雰囲気に相応しいワイド番組を」という声に応え1960年7月に『おはようみなさん』を放送開始。当時は現在のような報道重視の内容ではなく 「今日のこよみ」や「テレビ体操」といったソフトなものが中心であった。
その後、1965年4月の番組改編で朝の報道番組の重点強化を図る目的で『スタジオ102』を開始。 国外・国内のニュースに直結した話題を毎日選び、NHK独自のネットワーク網を生かし多彩な内容で放送された。
1980年4月、それまで朝7時に放送されていた『NHKニュース』やローカル番組と一本化され、『NHKニュースワイド』へ移行。NHK初の大型ニュース番組として注目を集め、1988年3月まで8年間続いた。
1988年4月からは6時の放送開始直後に放送していた『NHKニュース』と農漁村向けの情報番組『にっぽん列島朝いちばん』を統合して『NHKモーニングワイド』を開始。そして1993年4月からは『NHKニュースおはよう日本』が放送開始。2年後の1995年4月からは平日5時台にもニュース番組『おはよう5』を立ち上げ、1999年3月まで4年間続いた。
1999年4月改編で『NHKニュースおはよう日本』平日版の開始時刻が5時に前倒しされ、その後は4時30分開始の時期も続いたが、2020年9月28日より5時開始に戻っている。

## 主な番組
平日・土曜
- NHKけさのニュース（1957年10月7日 - 不明）※日曜も放送
- おはようみなさん（1960年7月4日 - 1964年4月4日）
- けさの話題・きょうの話題（1964年4月6日 - 1965年4月3日）
- スタジオ102（1965年4月5日 - 1980年4月5日）
- NHKニュースワイド（1980年4月7日 - 1988年4月2日）
- NHKモーニングワイド（1988年4月4日 - 1993年4月3日）
- NHKニュースおはよう日本（1993年4月5日 - ）※日曜も放送

平日のみ
- おはよう5（1995年4月3日 - 1999年3月31日）※5時台に放送

日曜のみ
- NHKおはようサンデー（1990年4月8日 - 1991年3月31日）
- NHKモーニングワイドサンデー（1991年4月7日 - 1993年4月4日）